# جایی که قلب آنجاست (فیلم ۲۰۰۰)
جایی که قلب آنجاست (انگلیسی: Where the Heart Is) یک فیلم در ژانر کمدی-درام و درام به کارگردانی مت ویلیامز است که در سال ۲۰۰۰ منتشر شد.

## بازیگران
- ناتالی پورتمن
- اشلی جاد
- جون کیوسک
- استاکرد چنینگ
- جیمز فرین
- دیلن برونو
- سالی فیلد
- کیث دیوید
- جیم بیور
- تود لووی
- کودی لینلی
- جی.دی. اورمور